# Zuid-Waddinxveen

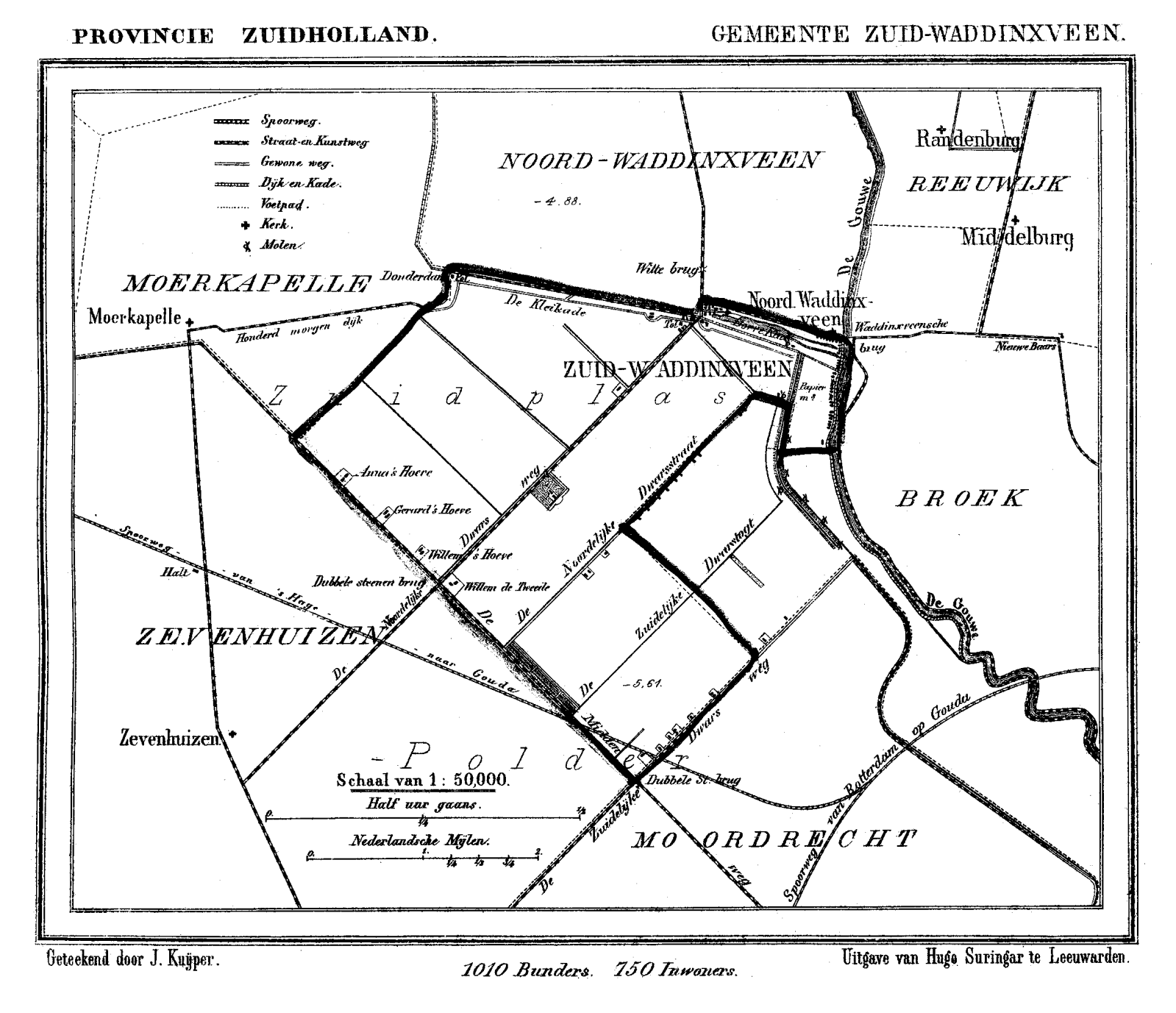
Zuid-Waddinxveen in de gemeenteatlas van Kuyper (1869)

Zuid-Waddinxveen soms kortweg Brug is een voormalige Nederlandse gemeente in de provincie Zuid-Holland.

## Geschiedenis
Het gebied van de huidige gemeente Waddinxveen was voor 1795 opgedeeld in een zestal ambachten, waaronder Noord- en Zuid-Waddinxveen. Daarnaast was er nog sprake van de ambachten Sint Hubertusgerecht, Snijdelwijk, Groensvoort en Peulien. Zuid-Waddinxveen werd gevormd door het gebied ten zuidwesten van de Gouwe vanaf de later gebouwde Hefbrug Waddinxveen tot omstreeks de huidige Middelweg/Bredeweg. Alleen het uiterste noordoostelijke deel van de gemeente grensde aan de Gouwe. Ten zuidoosten daarvan lag een gebied langs de Gouwe dat behoorde aan de toenmalige gemeente Broek c.a..
Noord-Waddinxveen en Zuid-Waddinxveen werden in 1812 samengevoegd tot één gemeente Waddinxveen. In 1817 werden beide delen weer van elkaar gescheiden in twee aparte gemeenten.  In 1870 werd besloten om de scheiding weer ongedaan te maken. Zuid- en Noord-Waddinxveen werden samengevoegd met een groot deel van de gemeente Broek c.a. tot de 'nieuwe' gemeente Waddinxveen. Vooruitlopend op dit besluit hadden de drie gemeenten al vanaf 1864 één burgemeester, Gerret Willem Christiaan van Dort Kroon. Daarvoor hadden Noord- en Zuid-Waddinxveen ook al vanaf 1833 dezelfde burgemeester, Arie van Oosten, gehad.